# Philémont de Bagenrieux de Lanquesaint
Philémont Joseph Maurice, baron de Bagenrieux de Lanquesaint, né le 8 juin 1802 à Mons et mort le 25 août 1870  à Saint-Josse-ten-Noode) est un homme politique belge francophone libéral.

## Biographie
Philémont de Bagenrieux de Lanquesaint a été militaire.[réf. nécessaire]
Philémont de Bagenrieux de Lanquesaint fut sénateur,,.